# خلأ

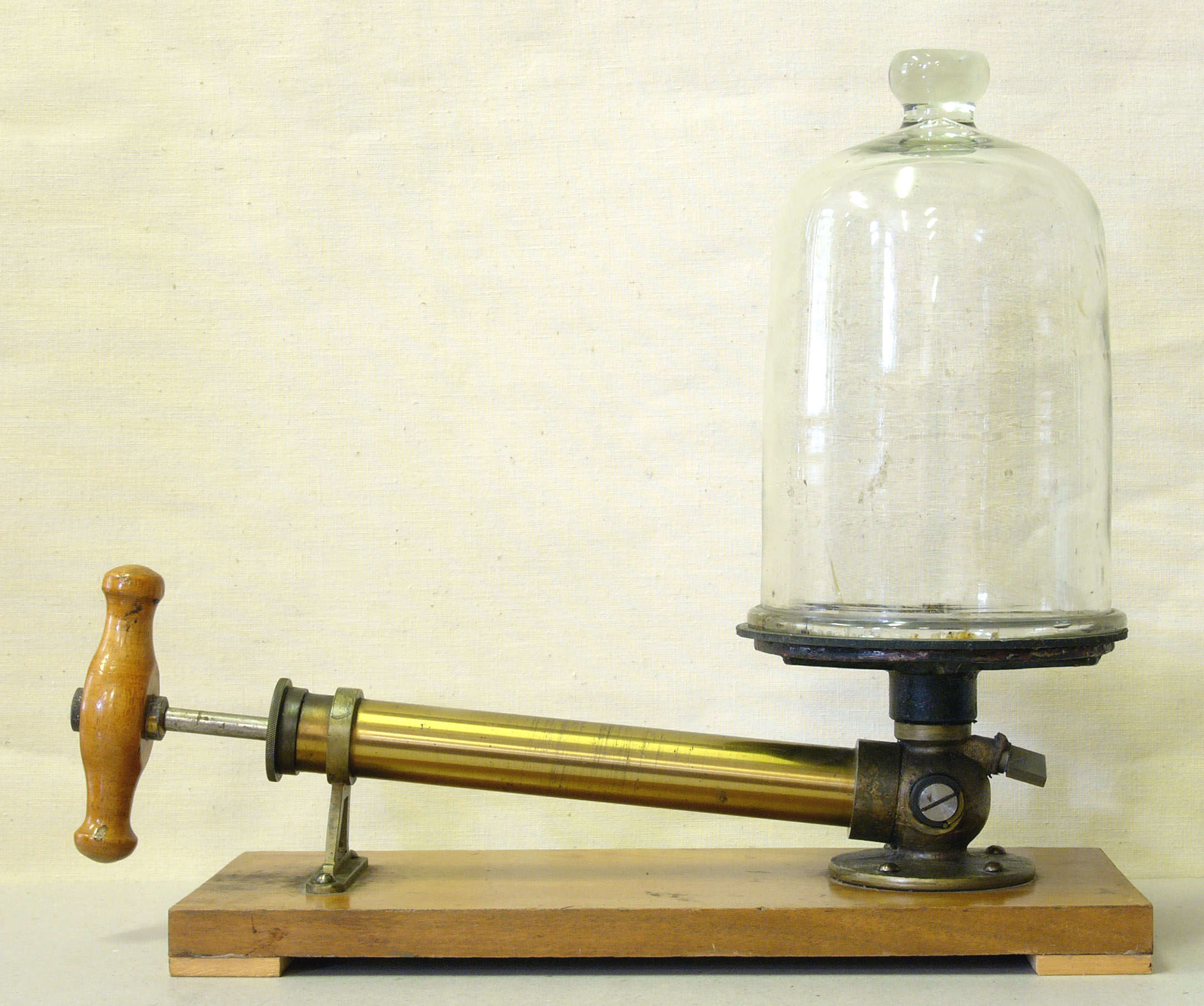
حباب شیشه‌ای با پیستون پمپ خلأ موجود در آزمایشگاه‌ها برای نمایش پروژه‌های آزمایشی

خلأ یا خلاء (به انگلیسی: vacuum) یا فضای آزاد (به انگلیسی: free space) فضای عاری از هرگونه جسم و ماده است. این واژه در زبان لاتین نیز از «خالی» (Vacuus) سرچشمه می‌گیرد. در اشاره و مقایسهٔ نِسبی به چنین خلأ کاملی، منطقه‌ای با یک فشار گازی بسیار کمتر از فشار اتمسفر نیز یک خلأ است. در گفتگوهای علمی فیزیک‌دانان اغلب در مورد نتایج آزمایشی که در شرایط ایدئال (خلأ کامل)؛ در برابر انجام آن در فضای آزاد، رخ می‌دهد، با استفاده از واژهٔ خلأ نسبی برای اشاره به خلأ ناقص سخن می‌گویند و منظورشان یک خلأ واقعی ولی ممکن، مثلاً در آزمایشگاه یا در فضاست. از سوی دیگر، در مهندسی و فیزیک عملی، خلأ به هر فضایی که در آن فشار کمتر از فشار اتمسفر باشد، اشاره دارد.
خلأ (vacuum) به محیطی گفته می‌شود که چگالی ذره‌های (اتم‌ها و مولکول‌های) موجود در آن خیلی کمتر از محیط جوّ است. خلأ را با توجه به تعداد ذراتی که در واحد حجم دارد، به خلأ عادی، خلأ متوسط، خلأ بالا، خلأ خیلی بالا و خلأ بی‌نهایت تقسیم‌بندی کرده‌اند. برای تشخیص نوع خلأ، تعداد مولکول‌ها اندازه‌گیری نمی‌شوند، بلکه با اندازه‌گیری فشار گاز می‌توان تعداد مولکول‌ها در واحد حجم را تعیین کرد. خلأ به محیطی گفته می‌شود که فشار آن از فشار اتمسفر کمتر باشد و براساس فشاری که دارد به خلأ عادی، متوسط و غیره تقسیم‌بندی می‌شود.

## مشخصات خلاء

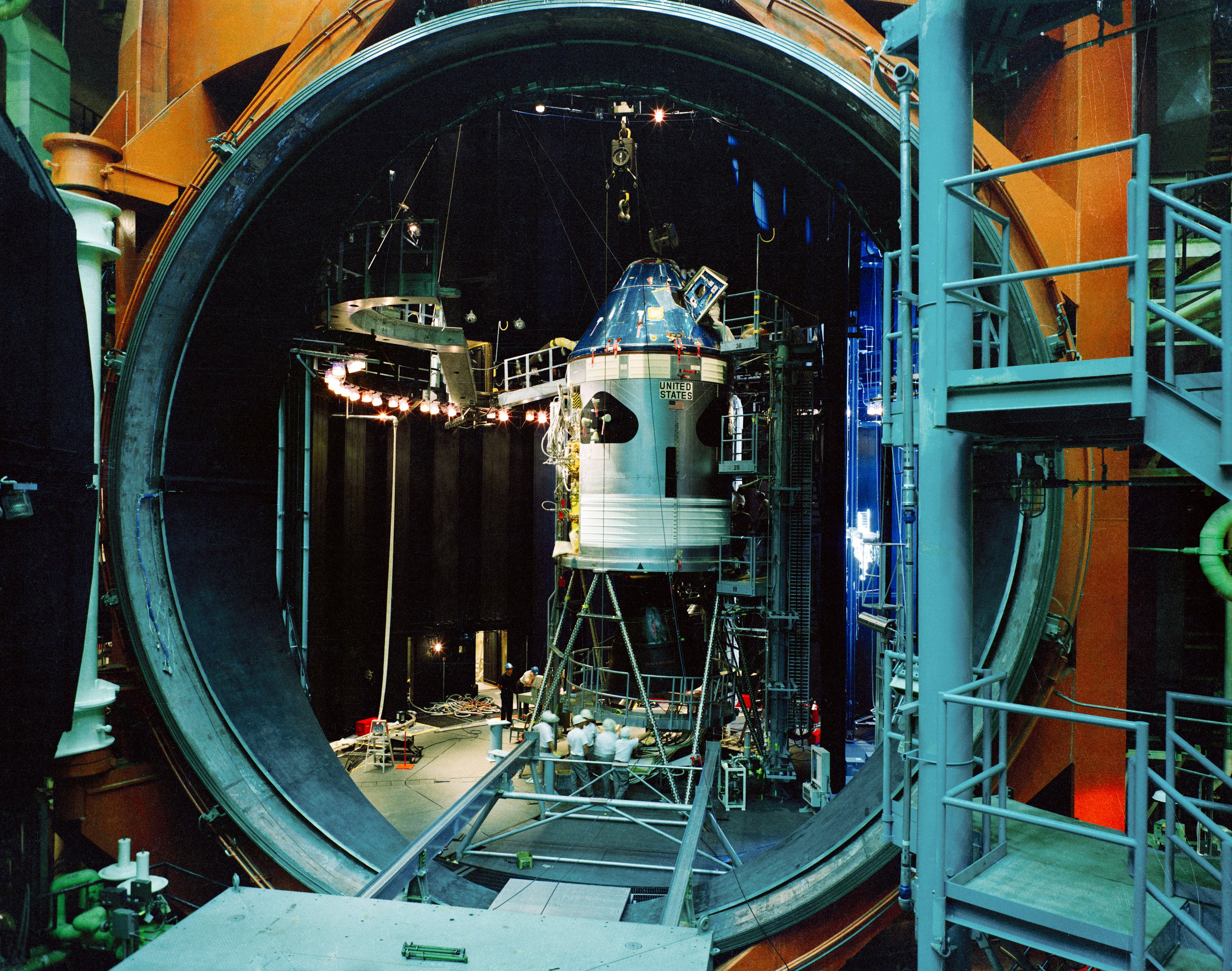

خلأ معمولاً به ناحیه‌ای از فضا که فشار آن کمتر از ۷۶۰ تور (واحد فشار) باشد گفته می‌شود. تور یکی از واحدهای فشار و تقریباً معادل یک میلی‌متر جیوه است.
هدف اصلی فناوری خلأ کاهش چگالی ذرات خارجی، شامل اتم‌ها یا مولکول‌ها، یا ذرات دیگر در یک حجم مشخص است. این ذرات خارجی
عبارتند از:
۱- بخار حاصل از چشمه مواد
۲- گازهای موجود در هوای داخل محفظه که عمدتاً شامل نیتروژن و اکسیژن، بخار آب (که از راه هوا جذب می‌شود)، هیدروژن، مونوکسید کربن و دی‌اکسید کربن می‌باشند.
۳- گازهایی که به‌واسطه عدم درزبندی درست و در اثر نشتی حاصل از آن از طریق دیواره‌ها وارد سیستم می‌شوند.
۴- گاز حاصل از فشار بخار مواد
۵- گازهای جذب شده در داخل مثلاً بدنه استیل که بعد از پولیش کردن بدنه یا پخت محفظه خارج می‌شوند.
لازم است ذکر شود که دفع گاز با دمای داخل محفظه خلأ متناسب است و با بالا بردن دمای محفظه، دفع گاز با سرعت بیشتری انجام شده و پس از گذشت زمان مشخص به یک مقدار ماکزیمم رسیده و در ادامه به آهستگی کاهش می‌یابد.
فرایند پخت جهت دفع هر چه بیشتر و زودتر گازها از بدنه تجهیزات انجام می‌شود و بسته به خواص آن در دماهای مختلفی صورت می‌گیرد.
جهت گاز زدایی هر چه سریعتر از سطوح تجهیزات می‌توان فرایند پخت را در دماهای بالاتر و فشارهای پایین‌تر انجام داد.
در شرایط خلأ می‌توان قانون گاز کامل (ایدئال) که بیانگر ارتباط بین فشار(P)، دما (T) و حجم محفظه (V) است را مورد استفاده قرار داد: PV=nRT
که در آن P فشار داخلی سیستم، V حجم سیستم، n تعداد مول‌های ذرات سیستم، R ثابت جهانی گازها و T دمای سیستم با یکای کلوین است.
مولکول‌های تشکیل دهنده گاز در مسیرهای مستقیم و به صورت کاتوره‌ای حرکت کرده و با مولکول‌های دیگر یا دیواره‌های ظرفی که در آن قرار دارند برخورد می‌کنند.
برای تشریح خلأ، علاوه بر کمیت فشار، از کمیت‌های دیگر نیز استفاده می‌شود. یکی از مهم‌ترین آن‌ها کمیت مسیر پویش آزاد میانگین(MFP) است که به وسیلهٔ آن می‌توان ارزیابی بهتری در خصوص تعداد ذرات در واحد حجم مورد نظر ارائه داد و به صورت زیر تعریف می‌شود:
مسیر پویش آزاد میانگین مولکولی، که با حرف λ نشان داده می‌شود، میانگین فاصله‌ای است که یک مولکول در بین دو برخورد متوالی با مولکول‌های دیگر طی می‌کند.

## محفظه خلأ

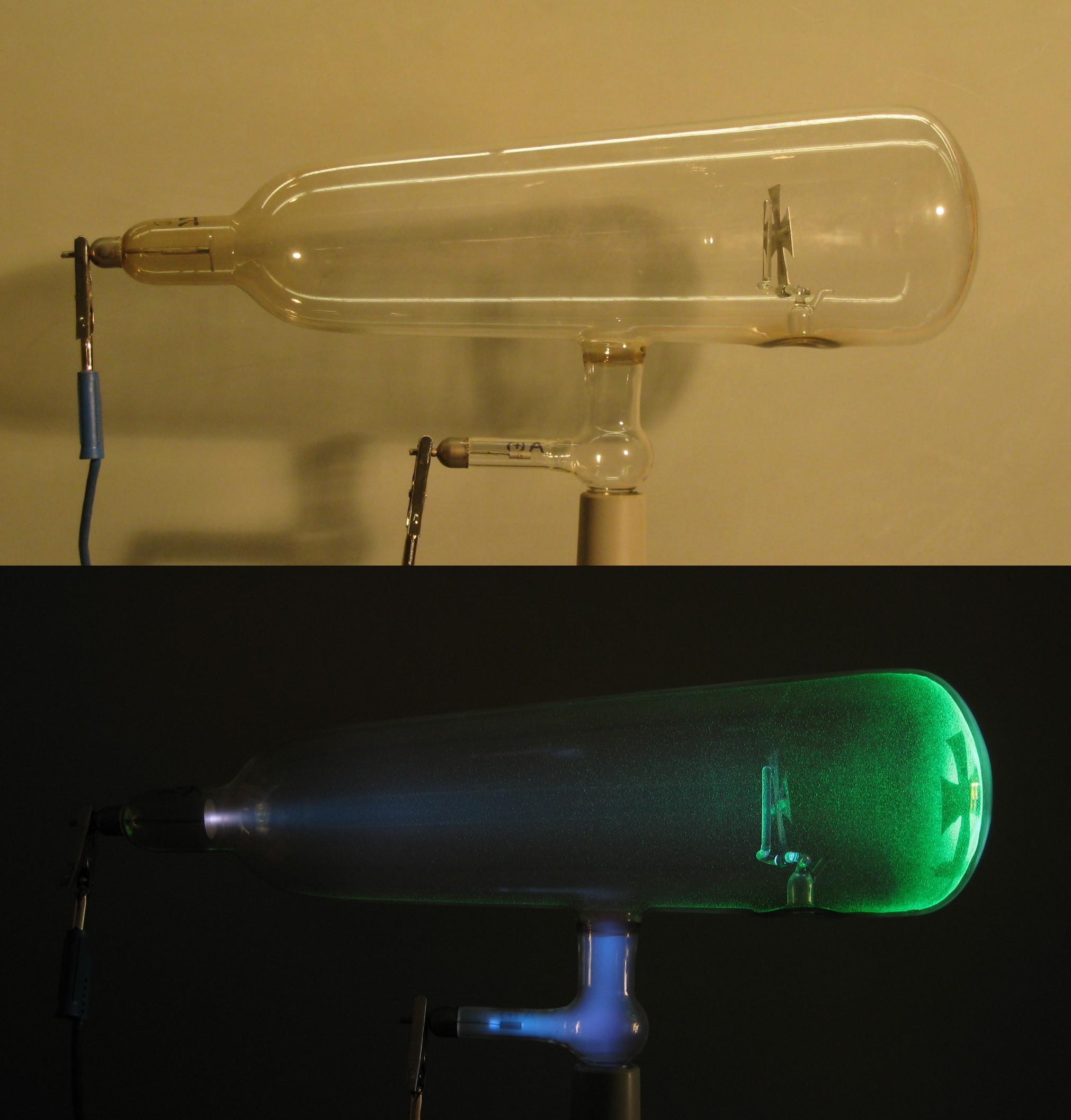

به عنوان قسمت اصلی یک سیستم لایه (Chamber) برای نگه‌داشتن خلأ، نیاز به یک محفظه مخصوص موسوم به محفظه خلأ نشانی محسوب شده و تجهیزات متعددی را دربرگرفته و خلأ به‌دست آمده را از محیط بیرون جدا می‌کند. محفظه خلأ معمولاً از موادی مانند استیل زنگ نزن یا شیشه پیرِکس ساخته می‌شود.
از مهم‌ترین دلایلی که از فولاد زنگ نزن یا شیشه پیرکس جهت ساختن بدنه محفظه خلأ استفاده کنند می‌توان به موارد زیر اشاره کرد:
1. زنگ نمی‌زنند.
2. به آسانی تمیز می‌شوند.
3. خاصیت غیر مغناطیسی دارند.
4. خواص گاز زدایی خوبی دارند.

در این بین فولاد زنگ‌نزن به دلیل برخورداری از استحکام زیاد (حتی در دما و خلأ خیلی زیاد)، قابلیت جوشکاری و تراشکاری آسان، برای سیستم‌های بزرگ ترجیح داده می‌شود.

## پمپ‌ها
برای خروج گازها و بخارهای داخل محفظه و در نتیجه ایجاد خلأ، از وسیله‌ای به نام پمپ خلأ استفاده می‌شود، اساس کار این پمپ‌ها معمولاً به دو صورت انجام می‌شود:
1. پمپ‌های تراکمی که اساس کار آن‌ها جدا کردن ذرات از داخل محفظه، متراکم کردن و هدایت آن‌ها به محیط بیرون است. پمپ‌های روتاری (چرخشی) از جمله این پمپ‌ها هستند.
2. پمپ‌های تله‌گذاری (به انگلیسی: Entrapment) که با ایجاد تله به شکل‌های مختلف مانند تله سرما، موجب چگالش ذرات روی بدنه فلزی می‌شوند. کرایوپمپها (پمپ‌ها سرمازای) از این دسته‌اند.

در شناسایی پمپ‌های خلأ فاکتورهای متعددی وجود دارد که در بین آن‌ها دو فاکتور زیر مهم ترند:
1. آهنگ پمپاژ پمپ
2. خلأ نهایی قابل دسترس توسط پمپ

این ویژگی‌ها معمولاً در یک نمودار که به نمودار عملکرد معروف است، نشان داده می‌شود.
فشارسنج
مانند هر کمیت دیگر از قبیل دما، سرعت و مسافت، کمیت فشار نیز می‌بایست قابل کنترل یا به عبارتی دیگر قابل اندازه‌گیری باشد. وسیله‌ای که با آن بتوان مقدار فشار را در داخل محفظه مشخص اندازه‌گیری نمود، فشارسنج نام دارد.
امروزه فشارسنج‌ها بنا به نوع کاربرد دقت مورد نظر و محدوده فشار به شکل‌های مختلف ساخته می‌شوند.